# تا سه نشه بازی نشه (فیلم ۱۹۳۱)
تا سه نشه بازی نشه (انگلیسی: Third Time Lucky) یک فیلم کمدی بریتانیایی به کارگردانی «والتر فورد» است که در سال ۱۹۳۱ منتشر شد.
این فیلم بر پایهٔ رمانی از «آرنولد ریدلی» ساخته شده است.

## بازیگران
- بابی هوز
- دوروتی بوید
- هنری مالیسون
- گوردن هارکر
- گری مارش
- مارگارت یارد
- هری تِری
- کلیر گریت
- ماری آولت
- متیو بولتون